# Pierre de Fleyres
Pour les articles homonymes, voir Fleyres.
Pierre de Fleyres  (né à Espalion vers 1550 et mort à Saint-Pons-de-Thomières le 25 juin 1633) est un ecclésiastique qui fut évêque de Saint-Pons-de-Thomières de 1587 à 1633.

## Biographie
Pierre ou Pierre-Jacques de Fleyres est le fils de Jean de Fleyres, juge de la baronnie de Chavimont et d'Anne d'Ozilis. Destiné à l'Église, il est d'abord prieur de Saint-Paul de Massuguiès dans le diocèse d'Albi. Il est nommé évêque de Saint-Pons en juin 1587 et il prend possession par procuration de son diocèse le 13 août. Patronné par la famille de Clermont de Chavimont, il bénéficie de la protection d'Henri Ier de Montmorency, gouverneur du Languedoc, qui exige l'intervention royale afin qu'il perçoive des revenus de son diocèse dont il prend possession en personne en 1591.
La même année, il assiste aux États du Languedoc à Pézenas. Il participe également au concile de Narbonne en 1609 et à l'Assemblée du clergé de 1610. Il obtient du roi en 1610 et de Rome en 1612 la sécularisation de son chapitre de chanoines. Il préside les États du Languedoc à Béziers en 1625 où il obtient la nomination de son neveu comme coadjuteur. Il suit le parti de Henri II de Montmorency et ses clients lors de la révolte de 1632 jusqu'à leur défaite le 1er septembre devant Castelnaudary. Il bénéficie toutefois de l'amnistie royale de 1633 avant de mourir le 25 juin et d'être inhumé dans sa cathédrale.